# Søren Rode
Søren Martin Rode, född 10 december 1935, död 21 juni 2023, var en dansk skådespelare.

## Roller i urval
- 1965 – Slå först Freddie!
- 1966 – Huka dej, Fred – dom laddar om!
- 1968 – Olsen-banden
- 1969 – Midt i en jazztid
- 1970–1976 – Huset på Christianshavn (TV-serie)
- 1972 – Olsenbandets stora kupp
- 1973 – Olsenbandet slår till
- 1976 – Dynamitgubbarna
- 1981 – Historien om Kim
- 1992 – Göingehövdingen (TV-serie)
- 1992 – Kalla mig Liva (TV-film)